# Mapillary
Mapillary est un service logiciel en ligne de partage de photos géolocalisées développés par Mapillary AB. L'objectif est de représenter le monde entier (et pas seulement les rues). Mapillary est alimenté par production participative. Le but de Mapillary est semblable à celui de KartaView.
L'entreprise est rachetée par Meta (qui s'appelait encore Facebook à ce moment-là) en juin 2020,,.

## Licences
Les images téléversées sur Mapillary sont réutilisables sous licence CC-BY-SA. Il est également autorisé de réutiliser les données incluses dans les photographies dans OpenStreetMap. Les traces GPX peuvent être réutilisées sans restriction dans la mesure où la base de données est sous licence ODbL.
La licence utilisée était CC-BY-NC jusqu'au 24 avril 2014. Depuis, la licence de référence est CC-BY-SA.